# Brun Lohmann

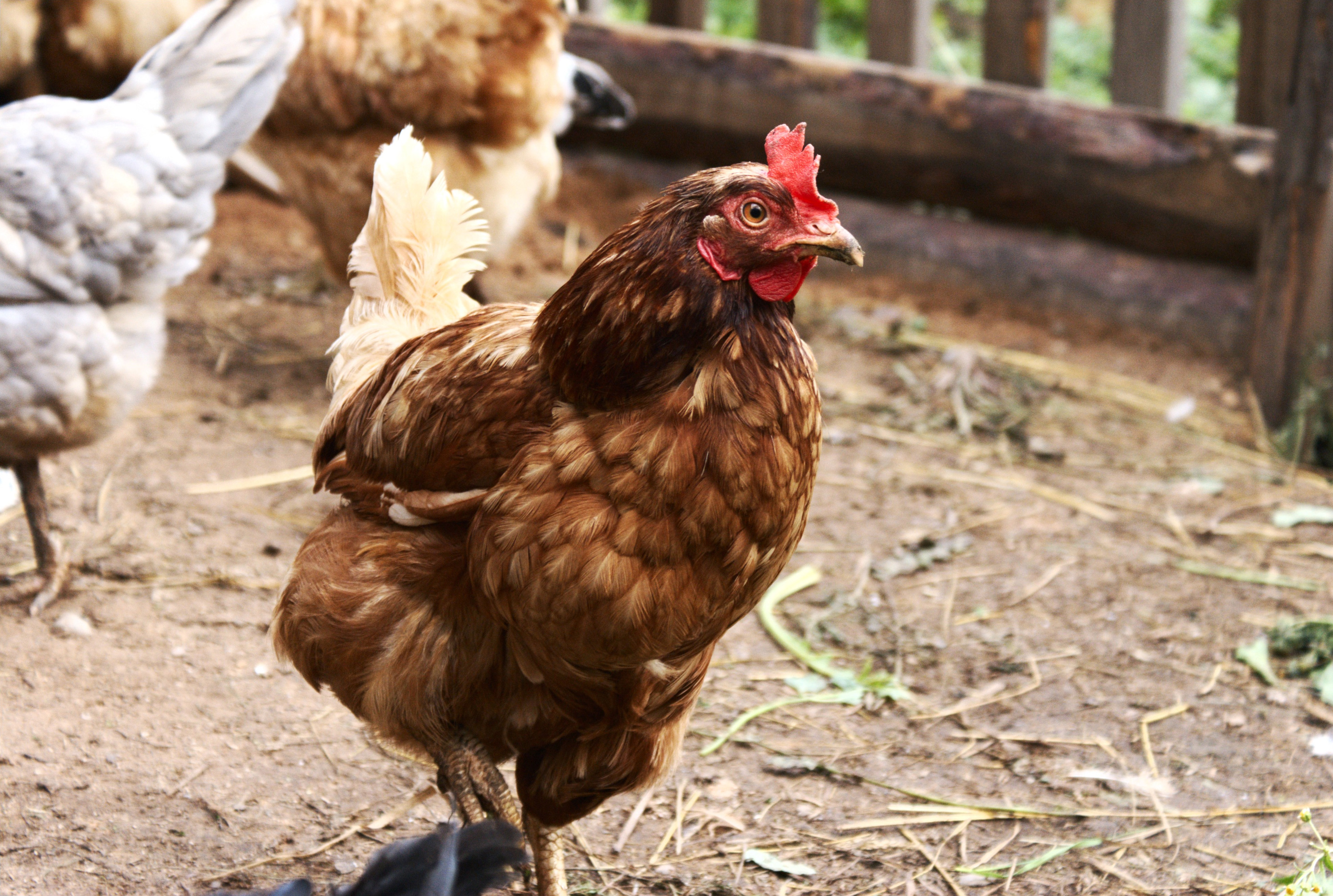
Höna av brun Lohmann.

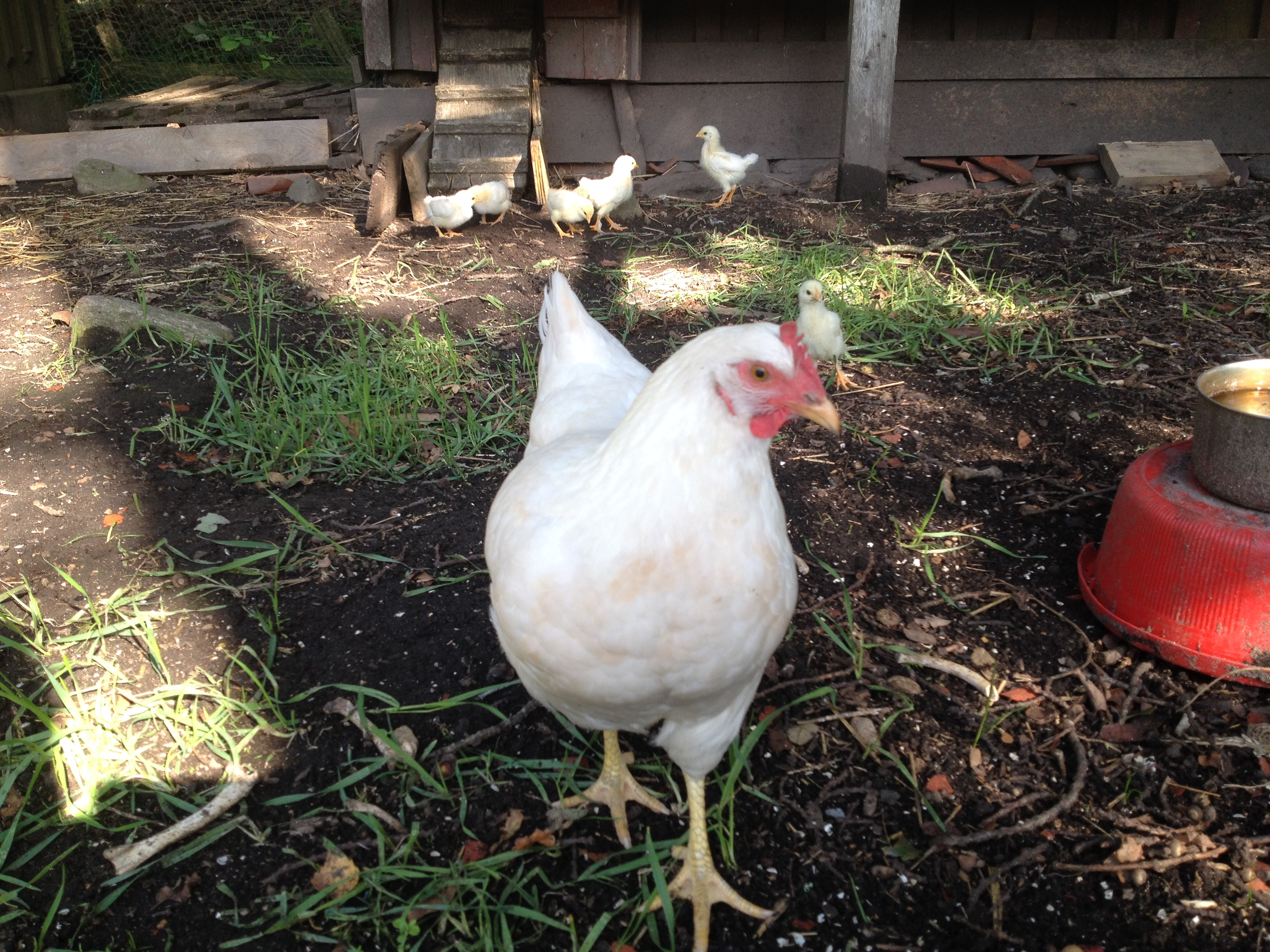
Höna av systersorten vit Lohmann.

Brun Lohmann (LB, efter engelskans Lohmann Brown) är en värphybrid. Den är framavlad av det tyska företaget Lohmann Tierzucht, vilket gett rasen dess namn.
Hönan räknas som världens mest effektiva värphybrid. Den värper cirka 340 ägg per år. Äggen är bruna och väger cirka 70 gram.
"Lohmann" är ett varumärke som ägs av avelsfirman Lohmann Tierzucht i Tyskland. Rasen (eller rasgruppen Lohmann) är ett exempel på moderna värphybrider, det vill säga en variant av tamhöna som avlats fram för äggproduktionens skull genom korsning mellan raser. Andra sådana raser är Bovan och Hisex. Det är enbart speciella kläckerier som får sälja Lohmann.
Till skillnad mot vita Lohmann-höns är den bruna Lohmann cirka 180-200 gram tyngre och väger 1,9–2,1 kg vid 60 veckors ålder. Hönan Lohmann silver påminner om den bruna men har vita fjädrar och lägger något mindre ägg.
Brun Lohmann är en relativt lugn hybrid; fjäderdräkten är brun med inslag av vitt.